# 看見台灣
《看見台灣》（英語：Beyond Beauty - TAIWAN FROM ABOVE）是由臺灣空拍攝影師齊柏林執導的一部紀錄片。这是第一部在戲院上映、以全高空拍攝的畫面，講述臺灣環境現況的臺灣電影。
本片共耗資新台幣9000萬元，是臺灣紀錄片影史以來拍攝成本最高的電影。導演齊柏林花費近三年時間拍攝，累積400小時直升機飛行時數。全片沒有角色，以航拍鳥瞰視角將臺灣呈現在大銀幕上。本片為第一屆桃園電影節的開幕片，並於2013年第五十屆金馬獎中榮獲最佳紀錄片獎。
在日本上映時，使用『天空からの招待状』（《來自天空的邀請函》）作為片名。

## 電影簡介
從高山、海洋、湖泊、河流、森林、稻田、魚塭、城市等景觀，我們看見的臺灣是如此美麗，但也看到了各種環境面對人們的開發而造成的改變、破壞和傷害。土地累積了一道道的疤痕；海洋沉澱了一層層的汙染。透過各個不同主題章節的串連，我們化作飛鳥，一起看見臺灣，一起去看這個島嶼的美麗與哀愁。

## 製作

### 創作原因
齊柏林是一名公務員，從事空中攝影二十多年，在這段期間內一直都是以拍攝平面照片為主。2008年起齊柏林就有拍片的構想，但是因為電影內容構想時沒有男女主角，只有一堆空拍畫面，被其他人認為不可能而作罷。2009年八八水災後，臺灣山林受到極為嚴重的創傷，齊柏林第一時間乘著直升機飛進去災區勘災，看見滿目瘡痍的景象，因此齊柏林堅定了要投身拍攝紀錄片的信念，他又認為只有平面的影像不足以讓觀眾真實地感受到臺灣正在面臨的危機，而且又覺得臺灣還有更多的地方是值得被記錄下來的，因此下定決心，開始了拍攝電影紀錄片《看見台灣》的計畫。

### 拍攝過程
為了籌措拍攝資金，齊柏林除了向朋友借貸和尋找贊助外，更曾將房子抵押貸款。導演動用近3000萬台幣，從美國購買專業空拍設備「CINEFLEX」，並裝在直升機的機鼻位置，由其親自在機艙後座操作；本電影花了1年時間籌備拍攝，3年時間拍攝、齊柏林坐上直升機，用一萬五千呎的飛行視角和花了飛行時數400小時拍攝，電影的拍攝成本約新台幣千萬。

### 配音音樂
吳念真被導演的精神打動，打破他以往只替自己或朋友的作品配音的慣例，為電影無償擔任旁白。
電影由《賽德克·巴萊》金馬獎最佳原創音樂得主何國杰配樂，於整部電影剪接完成後再行製作，並前往布拉格和布拉格交響樂團合作完成。《看見台灣》電影原聲帶於2013年10月30日發行，收錄了10首電影的曲目。其中原住民音樂元素的使用引起了一些討論。

## 原聲帶
| 《看見台灣》電影原聲帶 | 《看見台灣》電影原聲帶           | 《看見台灣》電影原聲帶 |
| 曲序                   | 曲目                             | 演唱者                 |
| ---------------------- | -------------------------------- | ---------------------- |
| 1.                     | 最初 GENESIS                     |                        |
| 2.                     | 物換星移 THE VALLEY OF LIGHT     | 林慶台、陳苡萊(萊萊)   |
| 3.                     | 聽見 OCEAN'S SYMPHONY            |                        |
| 4.                     | 生命.樂章 ABUNDANCE OF LIFE      |                        |
| 5.                     | 變化 APPROACHING STORM           |                        |
| 6.                     | 抉擇 THE BEAUTY AND THE DARKNESS |                        |
| 7.                     | 藍白之間 BEYOND THE HORIZON      | 林慶台                 |
| 8.                     | 家園 OUR LAND                    |                        |
| 9.                     | 祈禱 OUR PRAYER                  |                        |
| 10.                    | 看見 THE LIGHT                   | Lisa Hsieh             |

## 公映

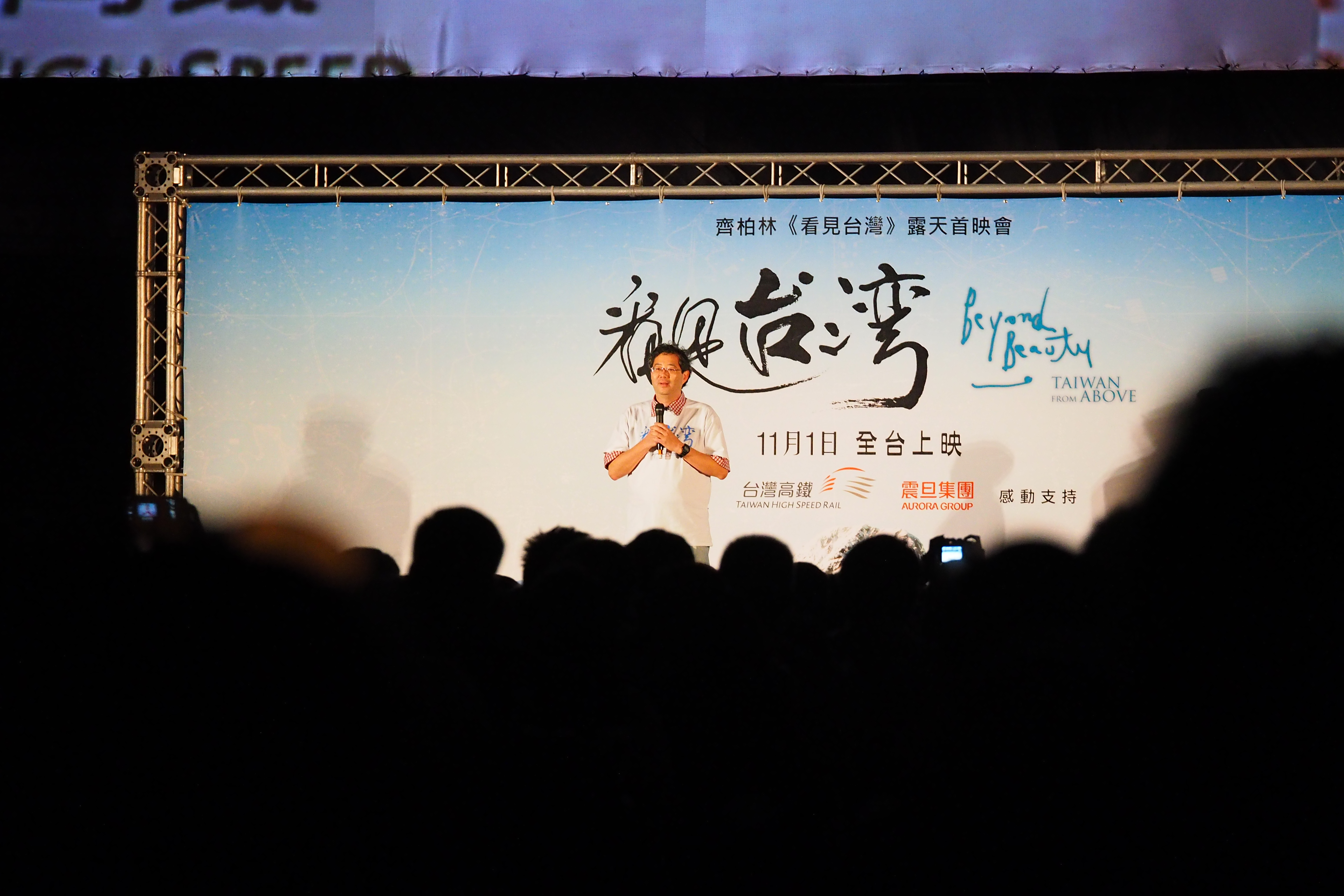
導演齊柏林在所執導的《看見台灣》露天首映會

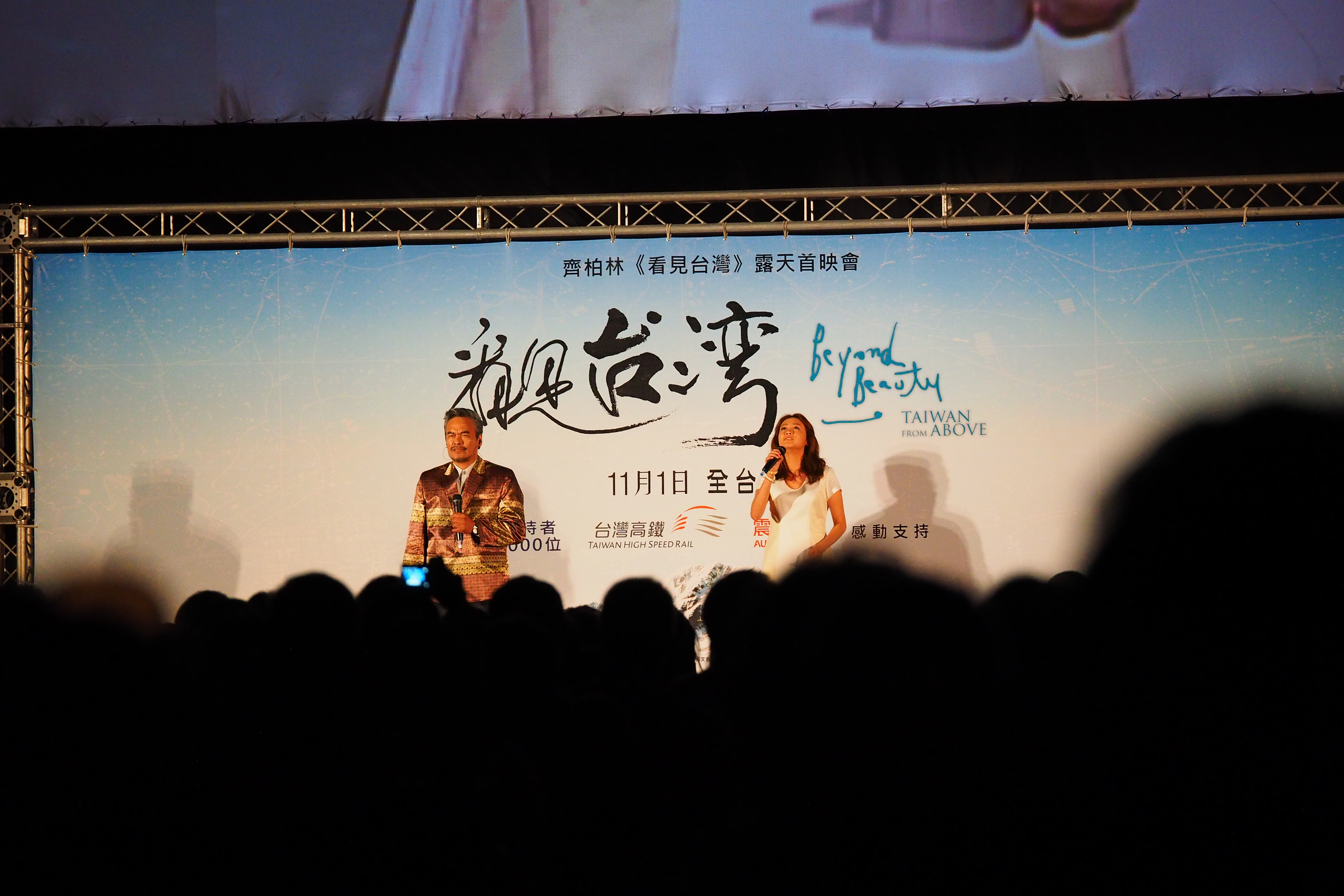
泰雅族原住民林慶台與萊萊主持首映會

《看見台灣》為第一屆桃園電影節的開幕片，並於2013年10月11日在桃園縣中壢市的星橋國際影城搶先上映，後於2013年10月23日在高雄市高雄巨蛋舉行首映會，再於10月30日晚間在臺北自由廣場舉辦臺灣影史上首次透過群眾募資（flyingV群眾募資平台）籌措經費來舉行電影的露天首映會”，包括執導本片的齊柏林導演、吳念真導演、魏德聖導演均一同出席。11月1日正式在全臺戲院上映。

## 票房
台灣方面，首週三天票房達1100萬元，打破臺灣紀錄片首週末票房紀錄；上映十天全台票房突破新台幣3500萬元，超越《不老騎士-歐兜邁環台日記》成為台灣電影史票房最高的紀錄片；11月29日，上映二十九天全台票房破億，成為2013年第三部票房破億的台灣電影；2014年1月5日，上映六十六天全台票房突破2億元；最終全台票房為新台幣2.2億元。
新加坡方面，於2014年8月28日上映，《看見台灣》於同年9月成為新加坡電影史最賣座的華語記錄片。

## 獎項
| 主辦單位             | 獎項                       | 受獎者/作品                          | 結果 |
| -------------------- | -------------------------- | ------------------------------------ | ---- |
| 第50屆金馬獎         | 最佳紀錄片                 | 《看見台灣》                         | 獲獎 |
| 第50屆金馬獎         | 最佳原創電影音樂           | 何國、林慶台                         | 提名 |
| 第47屆休士頓國際影展 | 劇情長度紀錄片評審團特別獎 | 《看見台灣》                         | 獲獎 |
| 第47屆休士頓國際影展 | 攝影金牌獎                 | 《看見台灣》                         | 獲獎 |
| 第25屆金曲獎         | 演奏類最佳專輯獎           | 《看見台灣》電影原聲帶               | 提名 |
| 第25屆金曲獎         | 演奏類最佳作曲人獎         | 何國杰(Ricky Ho)+布拉格愛樂樂團/生命。樂章 | 提名 |

## 影響
《看見台灣》不但喚起台灣人對臺灣土地的重視，還意外揭發清境農場違建、半導體大廠日月光半導體排放致癌廢水的惡行。在媒體報導下，高雄市政府環境保護局才查出日月光K7廠排放廢水到後勁溪。行政院於2013年11月成立「國土保育專案小組」，由行政院副秘書長簡太郎擔任召集人。
2014年2月26日，行政院院長江宜樺聽取國土保育專案小組報告後裁示，未來不再新開闢高山公路，已開闢者不輕易進行拓寬工程。
2017年6月10日，導演齊柏林搭乘凌天航空空拍直升機，在拍攝代表作《看見臺灣》續集《看見臺灣II》的空中勘景途中，於花蓮縣豐濱鄉長虹橋附近山區墜機殉難，享年52歲。 墜機原因懸信是由於遭遇當地突發性的強烈上昇氣流使直升機失去控制、機師遺體驗出抗組織胺疑似服用因感冒藥使得精神不濟、飛航時間過長處於疲勞狀態等；機上3人全部罹難 。

## 外部連結
- 《看見台灣》的Facebook專頁
- 齊柏林的飛閱台灣的Facebook專頁
- 要不，繼續假裝看不見？ ─《看見台灣》齊柏林專訪
- Yahoo奇摩電影上《看見台灣》的資料（繁體中文）
- MSN娛樂上《看見台灣》的資料（繁體中文）

- 開眼電影網上《看見台灣》的資料（繁體中文）
- 香港影庫上《看見台灣》的資料（繁體中文）
- 时光网上《看見台灣》的資料（简体中文）
- AllMovie上《看見台灣》的资料（英文）
- 爛番茄上《看見台灣》的資料（英文）
- 互联网电影数据库（IMDb）上《看見台灣》的资料（英文）